# Карпен (Алба)
Карпен (рум. Carpen) насеље је у Румунији у округу Алба у општини Шпринг. Oпштина се налази на надморској висини од 370 m.

## Становништво
Према подацима из 2002. године у насељу је живело 5 становника, од којих су сви румунске националности.